# Gemeindevertretungs- und Bürgermeisterwahlen in Vorarlberg 2015
Im Rahmen der Gemeindevertretungs- und Bürgermeisterwahlen in Vorarlberg 2015 wurden die kommunalen Vertretungskörper aller 96 Gemeinden im österreichischen Bundesland Vorarlberg neu gewählt. Der Hauptwahltermin für die Wahlen der Gemeindevertretungen und der Bürgermeister-Direktwahlen war der 15. März 2015, Stichwahlen für die Bürgermeisterwahl wurden am 29. März 2015 durchgeführt.

## Ausgangslage
Im Rahmen der Gemeindevertretungswahlen waren landesweit insgesamt 1806 Mandatare in die Gemeindevertretungen zu wählen, bei den Bürgermeisterdirektwahlen traten 132 Bürgermeisterkandidaten landesweit an. In allen 96 Gemeinden Vorarlbergs wurde am 15. März die Gemeindevertretung gewählt, aber nur in 60 davon fand gleichzeitig auch eine Bürgermeisterdirektwahl statt. Grund dafür ist, dass in manchen Gemeinden keine separaten Bürgermeister-Kandidaturen bestanden oder ein Wahlsystem vorgesehen war, das keine Bürgermeisterdirektwahl zulässt (siehe Abschnitt Wahlsysteme). Wahlberechtigte gab es 289.602 in ganz Vorarlberg und damit deutlich mehr als bei der Landtagswahl 2014, die ein halbes Jahr zuvor stattgefunden hatte.
92 von 96 Gemeinden hatten nach den Wahlen 2010 Bürgermeister, die der Vorarlberger Volkspartei angehörten oder dieser von Medien und Politikwissenschaftlern zugerechnet wurden. In fast allen dieser Gemeinden trat die Volkspartei auch 2015 wieder an, allerdings nur in 36 Gemeinden tatsächlich unter dem Namen „Volkspartei“. Die Vorarlberger Freiheitlichen kandidierten in 32 Gemeinden, die SPÖ Vorarlberg in 26, Die Grünen Vorarlberg in 23 Gemeinden. Die NEOS, die erstmals bei Gemeindewahlen in Vorarlberg antraten, kandidierten nur in vier Gemeinden.

## Wahlrecht
Aktives Wahlrecht
Zur Wahl der Gemeindevertretung und des Bürgermeisters im Jahr 2015 war aktiv wahlberechtigt, wer
- am Wahltag, dem 15. März 2015, zumindest das 16. Lebensjahr vollendet,
- seinen Hauptwohnsitz am Stichtag, dem 29. Dezember 2014, in Vorarlberg hatte und die Österreichische Staatsbürgerschaft oder die Staatsbürgerschaft eines Mitgliedsstaats der Europäischen Union besaß
- und nicht vom Wahlrecht ausgeschlossen war (wird vom Gericht bei bestimmten strafrechtlichen Verurteilungen im Einzelfall explizit ausgesprochen oder bei weniger als einjährigem Aufenthalt, wenn offensichtlich ist, dass dieser nur vorübergehend ist).

Passives Wahlrecht
Jeder Vorarlberger oder Unionsbürger war in die Gemeindevertretung wählbar, der die Voraussetzungen des aktiven Wahlrechts erfüllte und darüber hinaus zumindest das 18. Lebensjahr am Wahltag vollendet hatte. Zum Bürgermeister einer Gemeinde konnte allerdings nur ein Bürger der Gemeinde, also ein österreichischer Staatsbürger mit Hauptwohnsitz in der jeweiligen Gemeinde, gewählt werden.

### Wahlsysteme
In den meisten Gemeinden des Landes wurde die Gemeindevertretung listenmäßig und der Bürgermeister direkt gewählt. Daneben gab es allerdings als Vorarlberger Unikum noch zwei weitere Wahlverfahren, die in Sonderfällen zur Anwendung kamen.
Listenwahl mit Bürgermeisterdirektwahl
Bei der Listenwahl mit Bürgermeisterdirektwahl bringen Parteien oder freie Listen Wahlvorschläge für die Gemeindevertretung und für das Amt des Bürgermeisters ein. Die Wähler können anschließend jeweils eine Stimme für eine Liste oder Partei bei der Gemeindevertretung sowie eine Stimme für die Wahl des Bürgermeisters abgeben. Zusätzlich können fünf Vorzugsstimmen bei der gewählten Liste der Gemeindevertretung vergeben werden. Bei der Bürgermeisterwahl müssen die Wähler nicht dem Kandidaten der bei der Gemeindevertretung gewählten Liste oder Partei zwangsweise ebenfalls ihre Stimme geben (Stimmensplitting).
Die Möglichkeit zur direkten Wahl des Bürgermeisters gibt es in Vorarlberg erst seit der Wahlrechtsnovelle des Jahres 1999. Erstmals zur Anwendung kam es bei den Gemeindevertretungs- und Bürgermeisterwahlen im Jahr 2000. Bei den Gemeindevertretungs- und Bürgermeisterwahlen 2015 wurde im Großteil der Vorarlberger Gemeinden, nämlich 60 von 96, die Wahl nach diesem System durchgeführt.
Listenwahl (mit Vorwahl)
Bei der Listenwahl wählen die Wähler aus vorgefertigten Listen (oft als „Einheits-“ oder „Gemeindelisten“ bezeichnet) die neue Gemeindevertretung. Oft wird dieses Wahlsystem in Verbindung mit einer Vorwahl praktiziert. Dabei wird entweder an alle Wahlberechtigten der Gemeinde ein leerer Stimmzettel gesendet, auf dem diese jene Personen eintragen können, welche ihrer Meinung nach auf der Liste aufscheinen sollten, oder die Parteien senden ihre Listen an die Bürger, welche anschließend bereits im Vorfeld der Wahl eine Reihung innerhalb dieser vornehmen können. In der darauf folgenden Wahl erhalten die Stimmberechtigten abermals die Möglichkeit durch Vorzugsstimmen die Reihung auf den Listen zu ändern. Bei der reinen Listenwahl bestimmen anschließend an die Wahl die Mitglieder der neu gewählten Gemeindevertretung aus ihrer Mitte den Bürgermeister der Gemeinde.
Im Vorfeld der Gemeindevertretungswahlen 2015 äußerten Juristen erstmals Bedenken an der demokratischen Legitimation der in Vorarlberg üblichen Vorwahl-Praxis. Bei den Wahlen 2015 kam das reine Listenwahl-System ohne Bürgermeisterdirektwahl in 20 Gemeinden zur Anwendung.
Mehrheitswahl
Grundsätzlich ist die Gemeindevertretung in Vorarlberg nach dem Verhältniswahlrecht durchzuführen. Falls sich in einer Gemeinde jedoch bis spätestens sechs Wochen vor dem Wahltag keine Partei zur Wahl stellt, so wird die Wahl nach dem Mehrheitswahlrecht durchgeführt. Dabei kann jeder Wahlberechtigte maximal doppelt so viele Namen (von in dieser Gemeinde passiv Wahlberechtigten) wie Plätze in der Gemeindevertretung vorhanden sind, auf dem Wahlzettel angeben. Jene Personen mit der meisten Anzahl an Stimmen gelten anschließend als gewählt. Die neu gewählten Gemeindevertreter küren anschließend in ihrer ersten Sitzung aus ihrer Mitte den neuen Bürgermeister. Dieses Verfahren, das in Vorarlberg als einzigem österreichischem Bundesland zur Anwendung kommt, wird im Vorarlberger Gemeindewahlgesetz im 9. Abschnitt unter dem Namen „Wahlen in die Gemeindevertretung in Ermangelung von Wahlvorschlägen“ festgelegt. Die Mehrheitswahl wurde im Jahr 1984 vom Verfassungsgerichtshof als verfassungswidrig aufgehoben, nach einer Novelle des Bundes-Verfassungsgesetzes im Jahr 2000 aber wieder eingeführt.
Bei der Wahl im Jahr 2015 wurde die Gemeindevertretung in 16 Vorarlberger Gemeinden nach dem Mehrheitswahlsystem gewählt.

## Ergebnisse
Zwar veröffentlichte die Landeswahlbehörde keine offiziellen landesweiten Parteiergebnisse, jedoch kann auf Grundlage einer Berechnung der ÖVP ein Ergebnis angenommen werden (siehe Diagramm). Die Parteienergebnisse beinhalten jeweils die von parteinahen Listen erzielten Ergebnisse. Als parteinahe wird eine Liste angenommen, wenn sich unter den Spitzenkandidaten dieser Liste mehrere prominente Parteimitglieder befinden oder diese von der jeweiligen Landespartei massiv unterstützt wird. In vielen Kleingemeinden treten traditionell ÖVP-nahe Einheitslisten an.
Klarer Trend der Gemeindevertretungswahlen 2015 war, dass die Vorarlberger Volkspartei in den größeren Gemeinden und Städten des Landes, insbesondere im Rheintal, Stimmanteile verlor. Absolute Mehrheiten in den größten Gemeinden wurden zur Ausnahmeerscheinung. In Hohenems überholte die FPÖ sogar die (zuvor bereits ohne absolute Mehrheit regierende) ÖVP und wurde stärkste Kraft. FPÖ-Spitzenkandidat Dieter Egger zwang in Hohenems den ÖVP-Bürgermeister Richard Amann in die Stichwahl um das Amt des Bürgermeisters. Während die ÖVP-Bürgermeister der Bezirkshauptstädte Bregenz, Dornbirn und Feldkirch im ersten Wahlgang im Amt bestätigt wurden, musste auch der Bludenzer Bürgermeister Josef Katzenmayer in die Stichwahl gegen den SPÖ-Herausforderer Mario Leiter. Die dritte Bürgermeister-Stichwahl wurde in Hörbranz nötig, wo ÖVP-Bürgermeister Karl Hehle gegen Josef Siebmacher von der FPÖ antrat. In allen drei Bürgermeister-Stichwahlen konnten sich jedoch letztlich die Amtsinhaber und ÖVP-Kandidaten durchsetzen.
Bürgermeisterwechsel gab es im Rahmen der Bürgermeister-Direktwahl in mehreren Gemeinden. In St. Gallenkirch löste Josef Lechtaler von der SPÖ den bisherigen Bürgermeister Ewald Tschanhenz von der ÖVP ab und eroberte damit einen zweiten Bürgermeisterposten für die SPÖ in Vorarlberg. In der Bregenzerwälder-Gemeinde Bezau wurde Gerhard Steurer von der Bezauer Liste als Nachfolger seines Parteikollegen Georg Fröwis gewählt. Die Wahlbevölkerung von Bildstein wählte mit Judith Schilling-Grabher von der Bildsteiner Liste erstmals eine Frau zur Bürgermeisterin. In der Montafoner Gemeinde Schruns löste Jürgen Kuster seinen ÖVP-Parteikollegen Karl Hueber als Bürgermeister ab, in Stallehr wurde Matthias Luger von der Liste für Stallehr neu gewählt. Auch in den Gemeinden St. Anton im Montafon, wo Raimund Schuler zum Bürgermeister gewählt wurde, und Düns, wo Gerold Mähr neues Gemeindeoberhaupt wurde, gab es einen Wechsel an der Spitze.

### Wahlanfechtungen und Wahlaufhebungen
Bei den beiden Bürgermeister-Stichwahlen in Bludenz und Hohenems beklagten jeweils die unterlegenen Kandidaten der SPÖ bzw. der FPÖ, dass bei der Ausstellung von Wahlkarten missbräuchlich oder fehlerhaft vorgegangen worden sei. Die SPÖ in Bludenz sowie die FPÖ in Hohenems fochten daher die recht knappen Wahlergebnisse der Bürgermeister-Stichwahlen in diesen beiden Städten beim Verfassungsgerichtshof an.
Im November 2015 bestätigte der Verfassungsgerichtshof Unregelmäßigkeiten bei der Beantragung und Ausstellung von Wahlkarten in Hohenems und Bludenz. Die Bürgermeister-Stichwahlen mussten in diesen beiden Städten nach dem Beschluss des VfGH daher wiederholt werden. In der Folge wurde der Wiederholungstermin für beide Wahlen von der Landeswahlbehörde mit 20. Dezember 2015 festgelegt.
Bei der Wiederholung der Bürgermeisterstichwahl in Hohenems konnte Herausforderer Dieter Egger von der FPÖ 55,75 Prozent der Stimmen auf sich vereinen. Der bisherige Amtsinhaber Richard Amann (ÖVP) erreichte 44,25 Prozent und kündigte seinen Rückzug aus der Politik an. In Bludenz erhielt Amtsinhaber Josef Katzenmayer von der ÖVP 54,56 Prozent der Stimmen und blieb somit Bürgermeister. Sein Herausforderer Mario Leiter (SPÖ) erzielte 45,44 Prozent der Stimmen.